# LibriVox

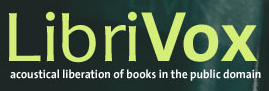
로고

LibriVox는 퍼블릭 도메인의 저작권을 낭독한 음성을 기록하고 배포하는 사이트이다. 프로젝트 구텐베르크와 제휴하고 있다. 주로 영어로 되어 있지만, 다른 언어도 있다.
2016년 8월 6일, 10,000개를 돌파하였다.